# Höflas (Hartenstein)
Höflas ist ein Gemeindeteil der Gemeinde Hartenstein im Landkreis Nürnberger Land (Mittelfranken, Bayern). Höflas liegt in der Gemarkung Hartenstein.

## Lage
Der Weiler Höflas liegt etwa in der Mitte der Gemeindeverbindungsstraße von Ruppechtstegen nach Hartenstein, südlich von Häuslfeld am Ziegelberg (526 m). Die Nachbarorte sind, im Norden beginnend im Uhrzeigersinn, Häuslfeld, Hartenstein, Kleinmeinfeld, Großmeinfeld, Artelshofen, Enzendorf, Ruppechtstegen und Lungsdorf. Oberfranken und die Oberpfalz grenzen in unmittelbarer Nähe an. Der nächste Bahnhof ist in Rupprechtstegen. Im Südwesten liegt der Hellertsberg (518 m), im Osten der Konradsberg (535 m) und im Südosten der Rothenbühl (553 m).